# Amphicnemis glauca
Amphicnemis glauca là một loài chuồn chuồn kim trong họ Coenagrionidae.
Loài này được xếp vào nhóm loài thiếu dữ liệu trong sách Đỏ của IUCN năm 2008.
Amphicnemis glauca is in 1868 voor het eerst wetenschappelijk beschreven bởi Brauer.